# Amstel Gold Race 2018
L'Amstel Gold Race 2018 est la 53e édition de cette course cycliste masculine sur route. Elle a lieu le 15 avril 2018 dans la province de Limbourg, dans le Sud des Pays-Bas, et fait partie du calendrier UCI World Tour 2018 en catégorie 1.UWT.

## Présentation
Organisée par la Fondation Amstel Gold Race (Stichting Amstel Gold Race), l'Amstel Gold Race connaît en 2018 sa 53e édition. C'est la seizième épreuve de l'UCI World Tour 2018 et la première des trois classiques ardennaises de la saison.

### Parcours
Le départ de l'Amstel Gold Race est donné à Maastricht et l'arrivée est jugée à Berg en Terblijt après 263 kilomètres de course,. Le parcours est semblable à celui de l'année précédente, formé par quatre boucles sinueuses autour de Fauquemont. Seule la dernière boucle, longue de 16 km, est modifiée afin d'emprunter des routes plus étroites. Les organisateurs entendent ainsi rendre le final plus difficile à contrôler par un peloton,. Maastricht et la commune de Fauquemont-sur-Gueule accueillent le départ et l'arrivée de la course respectivement depuis 1998 et 2003. Toutes deux se sont engagées en début d'année avec l'organisation de la course pour continuer à l'accueillir jusqu'en 2022.
Le parcours comprend 35 côtes en général relativement courtes, mais dont la pente et la répétition font la difficulté de la course. Alors que de 2003 à 2016 l'arrivée était jugée au Cauberg, celui-ci n'est plus, depuis 2017, la dernière côte franchie. Il est néanmoins emprunté à trois reprises, la dernière étant l'antépénultième côte de la course, suivie du Geulhemmerberg et du Bemelerberg (nl). Cette dernière difficulté est située à 7 km de l'arrivée.

### Équipes
L'Amstel Gold Race figurant au calendrier de l'UCI World Tour, les dix-huit « World Teams » y participent. Sept équipes continentales professionnelles sont invitées : l'équipe néerlandaise Roompot-Nederlandse Loterij, les équipes belges Wanty-Groupe Gobert et Sport Vlaanderen-Baloise, l'équipe israélienne Israel Cycling Academy, l'équipe irlandaise Aqua Blue Sport, l'équipe française Vital Concept et l'équipe italienne Nippo-Vini Fantini. Cette dernière aligne Damiano Cunego, vainqueur en 2008, et qui dispute ici sa dernière classique ardennaise.
| WorldTeams (18)- Quick-Step Floors - Lotto Soudal - Lotto NL-Jumbo - Team Sunweb - Sky - Groupama-FDJ - AG2R La Mondiale - Movistar Team - Katusha-Alpecin - BMC Racing Team - EF Education First-Drapac p/b Cannondale - Trek-Segafredo - UAE Team Emirates - Bahrain-Merida - Bora-Hansgrohe - Astana - Dimension Data - Mitchelton-Scott Équipes continentales professionnelles (7)- Vital Concept - Roompot-Nederlandse Loterij - Nippo-Vini Fantini-Europa Ovini - Israel Cycling Academy - Sport Vlaanderen-Baloise - Wanty-Groupe Gobert - Aqua Blue Sport |
| |

## Liste des participants
- Liste de départ complète

| Légende | Légende                                                                    | Légende | Légende                                                    |
| ------- | -------------------------------------------------------------------------- | ------- | ---------------------------------------------------------- |
| Num     | Dossard de départ porté par le coureur sur cette Amstel Gold Race          | Pos     | Position à l'arrivée de la course                          |
|         | Indique un maillot de champion national ou mondial, suivi de sa spécialité | NP      | Indique un coureur qui n'a pas pris le départ de la course |
| AB      | Indique un coureur qui n'a pas terminé la course                           | HD      | Indique un coureur qui a terminé la course hors des délais |

| Quick-Step Floors QST                | Quick-Step Floors QST    | Quick-Step Floors QST |
| ------------------------------------ | ------------------------ | --------------------- |
| Num                                  | Coureur                  | Pos                   |
| 1                                    | Philippe Gilbert (BEL)   | 13e                   |
| 2                                    | Julian Alaphilippe (FRA) | 7e                    |
| 3                                    | Bob Jungels (LUX)        | 33e                   |
| 4                                    | Niki Terpstra (NED)      | AB                    |
| 5                                    | Pieter Serry (BEL)       | 77e                   |
| 6                                    | Enric Mas (ESP)          | AB                    |
| 7                                    | Davide Martinelli (ITA)  | AB                    |
| Directeur sportif : Wilfried Peeters |                          |                       |

| Mitchelton-Scott MTS              | Mitchelton-Scott MTS          | Mitchelton-Scott MTS |
| --------------------------------- | ----------------------------- | -------------------- |
| Num                               | Coureur                       | Pos                  |
| 11                                | Michael Albasini (SUI)        | AB                   |
| 12                                | Luke Durbridge (AUS)          | AB                   |
| 13                                | Michael Hepburn (AUS)         | AB                   |
| 14                                | Daryl Impey (RSA)             | 11e                  |
| 15                                | Christopher Juul Jensen (DEN) | 72e                  |
| 16                                | Roman Kreuziger (CZE)         | 2e                   |
| 17                                | Carlos Verona (ESP)           | 84e                  |
| Directeur sportif : Matthew White |                               |                      |

| Sky SKY                            | Sky SKY                  | Sky SKY |
| ---------------------------------- | ------------------------ | ------- |
| Num                                | Coureur                  | Pos     |
| 21                                 | Michał Kwiatkowski (POL) | 31e     |
| 22                                 | Wout Poels (NED)         | AB      |
| 23                                 | Tao Geoghegan Hart (GBR) | AB      |
| 24                                 | Sergio Henao (COL)       | 18e     |
| 25                                 | Vasil Kiryienka (BLR)    | AB      |
| 26                                 | Michał Gołaś (POL)       | 80e     |
| 27                                 | Łukasz Wiśniowski (POL)  | AB      |
| Directeur sportif : Servais Knaven |                          |         |

| Movistar MOV                          | Movistar MOV             | Movistar MOV |
| ------------------------------------- | ------------------------ | ------------ |
| Num                                   | Coureur                  | Pos          |
| 31                                    | Alejandro Valverde (ESP) | 5e           |
| 32                                    | Winner Anacona (COL)     | 89e          |
| 33                                    | Carlos Betancur (COL)    | 88e          |
| 34                                    | Andrey Amador (CRC)      | AB           |
| 35                                    | José Joaquín Rojas (ESP) | 67e          |
| 36                                    | Imanol Erviti (ESP)      | AB           |
| 37                                    | Mikel Landa (ESP)        | 36e          |
| Directeur sportif : José Luis Arrieta |                          |              |

| Sunweb SUN                            | Sunweb SUN                 | Sunweb SUN |
| ------------------------------------- | -------------------------- | ---------- |
| Num                                   | Coureur                    | Pos        |
| 41                                    | Michael Matthews (AUS)     | 24e        |
| 42                                    | Edward Theuns (BEL)        | AB         |
| 43                                    | Johannes Fröhlinger (GER)  | AB         |
| 44                                    | Simon Geschke (GER)        | 87e        |
| 45                                    | Mike Teunissen (NED)       | AB         |
| 46                                    | Laurens ten Dam (NED)      | 93e        |
| 47                                    | Søren Kragh Andersen (DEN) | AB         |
| Directeur sportif : Arthur van Dongen |                            |            |

| Lotto-Soudal LTS                  | Lotto-Soudal LTS         | Lotto-Soudal LTS |
| --------------------------------- | ------------------------ | ---------------- |
| Num                               | Coureur                  | Pos              |
| 51                                | Tim Wellens (BEL)        | 6e               |
| 52                                | Tiesj Benoot (BEL)       | AB               |
| 53                                | Marcel Sieberg (GER)     | AB               |
| 54                                | Tomasz Marczyński (POL)  | 82e              |
| 55                                | Tosh Van der Sande (BEL) | AB               |
| 56                                | Jelle Vanendert (BEL)    | 10e              |
| 57                                | Nikolas Maes (BEL)       | AB               |
| Directeur sportif : Herman Frison |                          |                  |

| BMC Racing BMC                   | BMC Racing BMC             | BMC Racing BMC |
| -------------------------------- | -------------------------- | -------------- |
| Num                              | Coureur                    | Pos            |
| 61                               | Greg Van Avermaet (BEL)    | 14e            |
| 62                               | Michael Schär (SUI)        | AB             |
| 63                               | Damiano Caruso (ITA)       | 95e            |
| 64                               | Simon Gerrans (AUS)        | 78e            |
| 65                               | Dylan Teuns (BEL)          | 25e            |
| 66                               | Alberto Bettiol (ITA)      | AB             |
| 67                               | Alessandro De Marchi (ITA) | 34e            |
| Directeur sportif : Valerio Piva |                            |                |

| Lotto NL-Jumbo TLJ                 | Lotto NL-Jumbo TLJ      | Lotto NL-Jumbo TLJ |
| ---------------------------------- | ----------------------- | ------------------ |
| Num                                | Coureur                 | Pos                |
| 71                                 | Floris De Tier (BEL)    | 16e                |
| 72                                 | Robert Gesink (NED)     | 28e                |
| 73                                 | Bert-Jan Lindeman (NED) | 45e                |
| 74                                 | Paul Martens (GER)      | 86e                |
| 75                                 | Danny van Poppel (NED)  | AB                 |
| 76                                 | Bram Tankink (NED)      | 94e                |
| 77                                 | Maarten Wynants (BEL)   | AB                 |
| Directeur sportif : Nico Verhoeven |                         |                    |

| Bora-Hansgrohe BOH                   | Bora-Hansgrohe BOH      | Bora-Hansgrohe BOH |
| ------------------------------------ | ----------------------- | ------------------ |
| Num                                  | Coureur                 | Pos                |
| 81                                   | Peter Sagan (SVK)       | 4e                 |
| 82                                   | Marcus Burghardt (GER)  | 49e                |
| 83                                   | Pascal Ackermann (GER)  | AB                 |
| 84                                   | Patrick Konrad (AUT)    | 70e                |
| 85                                   | Jay McCarthy (AUS)      | AB                 |
| 86                                   | Gregor Mühlberger (AUT) | 91e                |
| 87                                   | Cesare Benedetti (ITA)  | AB                 |
| Directeur sportif : Enrico Poitschke |                         |                    |

| Trek-Segafredo TFS               | Trek-Segafredo TFS    | Trek-Segafredo TFS |
| -------------------------------- | --------------------- | ------------------ |
| Num                              | Coureur               | Pos                |
| 91                               | Bauke Mollema (NED)   | 35e                |
| 92                               | Koen de Kort (NED)    | AB                 |
| 93                               | Jasper Stuyven (BEL)  | AB                 |
| 94                               | Ruben Guerreiro (POR) | 55e                |
| 95                               | Michael Gogl (AUT)    | AB                 |
| 96                               | Tsgabu Grmay (ETH)    | 23e                |
| 97                               | Toms Skujins (LAT)    | 40e                |
| Directeur sportif : Kim Andersen |                       |                    |

| Astana AST                           | Astana AST              | Astana AST |
| ------------------------------------ | ----------------------- | ---------- |
| Num                                  | Coureur                 | Pos        |
| 101                                  | Dario Cataldo (ITA)     | AB         |
| 102                                  | Laurens De Vreese (BEL) | AB         |
| 103                                  | Omar Fraile (ESP)       | 44e        |
| 104                                  | Jakob Fuglsang (DEN)    | 8e         |
| 105                                  | Oscar Gatto (ITA)       | AB         |
| 106                                  | Andriy Grivko (UKR)     | 68e        |
| 107                                  | Michael Valgren (DEN)   | 1er        |
| Directeur sportif : Bruno Cenghialta |                         |            |

| Katusha-Alpecin TKA                    | Katusha-Alpecin TKA          | Katusha-Alpecin TKA |
| -------------------------------------- | ---------------------------- | ------------------- |
| Num                                    | Coureur                      | Pos                 |
| 111                                    | Maurits Lammertink (NED)     | 64e                 |
| 112                                    | Nathan Haas (AUS)            | AB                  |
| 113                                    | Viatcheslav Kouznetsov (RUS) | 37e                 |
| 114                                    | Steff Cras (BEL)             | AB                  |
| 115                                    | Baptiste Planckaert (BEL)    | AB                  |
| 116                                    | Jenthe Biermans (BEL)        | AB                  |
| 117                                    | Willie Smit (RSA)            | AB                  |
| Directeur sportif : Guennadi Mikhailov |                              |                     |

| AG2R La Mondiale ALM              | AG2R La Mondiale ALM    | AG2R La Mondiale ALM |
| --------------------------------- | ----------------------- | -------------------- |
| Num                               | Coureur                 | Pos                  |
| 121                               | Jan Bakelants (BEL)     | 66e                  |
| 122                               | Axel Domont (FRA)       | 53e                  |
| 123                               | Ben Gastauer (LUX)      | 69e                  |
| 124                               | Oliver Naesen (BEL)     | 92e                  |
| 125                               | Alexis Vuillermoz (FRA) | 29e                  |
| 126                               | Benoît Cosnefroy (FRA)  | 48e                  |
| 127                               | Silvan Dillier (SUI)    | 54e                  |
| Directeur sportif : Julien Jurdie |                         |                      |

| Groupama-FDJ GFC                  | Groupama-FDJ GFC        | Groupama-FDJ GFC |
| --------------------------------- | ----------------------- | ---------------- |
| Num                               | Coureur                 | Pos              |
| 131                               | Ramon Sinkeldam (NED)   | AB               |
| 132                               | Valentin Madouas (FRA)  | 63e              |
| 133                               | Rudy Molard (FRA)       | 15e              |
| 134                               | Anthony Roux (FRA)      | 42e              |
| 135                               | Romain Seigle (FRA)     | AB               |
| 136                               | Benoît Vaugrenard (FRA) | 83e              |
| 137                               | Davide Cimolai (ITA)    | AB               |
| Directeur sportif : Franck Pineau |                         |                  |

| UAE Emirates UAD                                     | UAE Emirates UAD             | UAE Emirates UAD |
| ---------------------------------------------------- | ---------------------------- | ---------------- |
| Num                                                  | Coureur                      | Pos              |
| 141                                                  | Rui Costa (POR)              | 27e              |
| 142                                                  | Matteo Bono (ITA)            | 17e              |
| 143                                                  | Daniel Martin (IRL)          | AB               |
| 144                                                  | Manuele Mori (ITA)           | 59e              |
| 145                                                  | Aliaksandr Riabushenko (BLR) | 79e              |
| 146                                                  | Rory Sutherland (AUS)        | AB               |
| 147                                                  | Diego Ulissi (ITA)           | 50e              |
| Directeur sportif : Jose Antonio Fernandez Rodriguez |                              |                  |

| EF Education First-Drapac EFD   | EF Education First-Drapac EFD | EF Education First-Drapac EFD |
| ------------------------------- | ----------------------------- | ----------------------------- |
| Num                             | Coureur                       | Pos                           |
| 151                             | Sep Vanmarcke (BEL)           | 90e                           |
| 152                             | Lawson Craddock (USA)         | 9e                            |
| 153                             | Michael Woods (CAN)           | 20e                           |
| 154                             | Alex Howes (USA)              | 65e                           |
| 155                             | Matti Breschel (DEN)          | AB                            |
| 156                             | Logan Owen (USA)              | AB                            |
| 157                             | Rigoberto Urán (COL)          | 76e                           |
| Directeur sportif : Tom Southam |                               |                               |

| Dimension Data DDD                          | Dimension Data DDD           | Dimension Data DDD |
| ------------------------------------------- | ---------------------------- | ------------------ |
| Num                                         | Coureur                      | Pos                |
| 161                                         | Tom-Jelte Slagter (NED)      | 75e                |
| 162                                         | Scott Davies (GBR)           | 96e                |
| 163                                         | Amanuel Gebrezgabihier (ERI) | AB                 |
| 164                                         | Johann van Zyl (RSA)         | AB                 |
| 165                                         | Benjamin King (USA)          | 61e                |
| 166                                         | Serge Pauwels (BEL)          | 26e                |
| 167                                         | Jacobus Venter (RSA)         | AB                 |
| Directeur sportif : Jean-Pierre Heynderickx |                              |                    |

| Bahrain-Merida TBM                  | Bahrain-Merida TBM      | Bahrain-Merida TBM |
| ----------------------------------- | ----------------------- | ------------------ |
| Num                                 | Coureur                 | Pos                |
| 171                                 | Vincenzo Nibali (ITA)   | 32e                |
| 172                                 | Grega Bole (SLO)        | 62e                |
| 173                                 | Sonny Colbrelli (ITA)   | 73e                |
| 174                                 | Gorka Izagirre (ESP)    | 22e                |
| 175                                 | Ion Izagirre (ESP)      | 19e                |
| 176                                 | Enrico Gasparotto (ITA) | 3e                 |
| 177                                 | Franco Pellizotti (ITA) | AB                 |
| Directeur sportif : Tristan Hoffman |                         |                    |

| Roompot-Nederlandse Loterij RNL     | Roompot-Nederlandse Loterij RNL | Roompot-Nederlandse Loterij RNL |
| ----------------------------------- | ------------------------------- | ------------------------------- |
| Num                                 | Coureur                         | Pos                             |
| 181                                 | Pieter Weening (NED)            | 85e                             |
| 182                                 | Elmar Reinders (NED)            | AB                              |
| 183                                 | Pim Ligthart (NED)              | 41e                             |
| 184                                 | Jeroen Meijers (NED)            | AB                              |
| 185                                 | Oscar Riesebeek (NED)           | 21e                             |
| 186                                 | Floris Gerts (NED)              | AB                              |
| 187                                 | Nick van der Lijke (NED)        | AB                              |
| Directeur sportif : Michael Boogerd |                                 |                                 |

| Israel Cycling Academy ICA          | Israel Cycling Academy ICA | Israel Cycling Academy ICA |
| ----------------------------------- | -------------------------- | -------------------------- |
| Num                                 | Coureur                    | Pos                        |
| 191                                 | Roy Goldstein (ISR)        | AB                         |
| 192                                 | August Jensen (NOR)        | 74e                        |
| 193                                 | Krists Neilands (LAT)      | AB                         |
| 194                                 | Guillaume Boivin (CAN)     | 52e                        |
| 195                                 | Kristian Sbaragli (ITA)    | 39e                        |
| 196                                 | Benjamin Perry (CAN)       | AB                         |
| 197                                 | Tyler Williams (USA)       | AB                         |
| Directeur sportif : Kjell Carlström |                            |                            |

| Aqua Blue Sport ABS                | Aqua Blue Sport ABS       | Aqua Blue Sport ABS |
| ---------------------------------- | ------------------------- | ------------------- |
| Num                                | Coureur                   | Pos                 |
| 201                                | Mark Christian (GBR)      | AB                  |
| 202                                | Aaron Gate (NZL)          | AB                  |
| 203                                | Eddie Dunbar (IRL)        | 81e                 |
| 204                                | Lasse Norman Hansen (DEN) | AB                  |
| 205                                | Calvin Watson (AUS)       | AB                  |
| 206                                | Casper Pedersen (DEN)     | AB                  |
| 207                                | Lawrence Warbasse (USA)   | 58e                 |
| Directeur sportif : Nicki Sørensen |                           |                     |

| Sport Vlaanderen-Baloise SVB       | Sport Vlaanderen-Baloise SVB | Sport Vlaanderen-Baloise SVB |
| ---------------------------------- | ---------------------------- | ---------------------------- |
| Num                                | Coureur                      | Pos                          |
| 211                                | Edward Planckaert (BEL)      | AB                           |
| 212                                | Aaron Verwilst (BEL)         | AB                           |
| 213                                | Kevin Deltombe (BEL)         | AB                           |
| 214                                | Thomas Sprengers (BEL)       | 51e                          |
| 215                                | Dries Van Gestel (BEL)       | 46e                          |
| 216                                | Preben Van Hecke (BEL)       | 12e                          |
| 217                                | Jordi Warlop (BEL)           | AB                           |
| Directeur sportif : Hans De Clercq |                              |                              |

| Wanty-Groupe Gobert WGG                      | Wanty-Groupe Gobert WGG | Wanty-Groupe Gobert WGG |
| -------------------------------------------- | ----------------------- | ----------------------- |
| Num                                          | Coureur                 | Pos                     |
| 221                                          | Jérôme Baugnies (BEL)   | 38e                     |
| 222                                          | Marco Minnaard (NED)    | 71e                     |
| 223                                          | Tom Devriendt (BEL)     | 43e                     |
| 224                                          | Andrea Pasqualon (ITA)  | 47e                     |
| 225                                          | Dion Smith (NZL)        | 60e                     |
| 226                                          | Simone Antonini (ITA)   | AB                      |
| 227                                          | Mark McNally (GBR)      | AB                      |
| Directeur sportif : Hilaire Van der Schueren |                         |                         |

| Vital Concept VCC                   | Vital Concept VCC    | Vital Concept VCC |
| ----------------------------------- | -------------------- | ----------------- |
| Num                                 | Coureur              | Pos               |
| 231                                 | Bryan Coquard (FRA)  | AB                |
| 232                                 | Yoann Bagot (FRA)    | AB                |
| 233                                 | Tanguy Turgis (FRA)  | AB                |
| 234                                 | Justin Mottier (FRA) | AB                |
| 235                                 | Patrick Müller (SUI) | AB                |
| 236                                 | Quentin Pacher (FRA) | 30e               |
| 237                                 | Kévin Reza (FRA)     | AB                |
| Directeur sportif : Gilles Pauchard |                      |                   |

| Nippo-Vini Fantini-Europa Ovini NIP | Nippo-Vini Fantini-Europa Ovini NIP | Nippo-Vini Fantini-Europa Ovini NIP |
| ----------------------------------- | ----------------------------------- | ----------------------------------- |
| Num                                 | Coureur                             | Pos                                 |
| 241                                 | Damiano Cunego (ITA)                | AB                                  |
| 242                                 | Marco Tizza (ITA)                   | AB                                  |
| 243                                 | Marco Canola (ITA)                  | 57e                                 |
| 244                                 | Eduard-Michael Grosu (ROU)          | AB                                  |
| 245                                 | Marino Kobayashi (JPN)              | AB                                  |
| 246                                 | Juan José Lobato (ESP)              | AB                                  |
| 247                                 | Simone Ponzi (ITA)                  | 56e                                 |
| Directeur sportif : Mario Manzoni   |                                     |                                     |

## Classements

### Classement de la course
| \| Classement général \| Classement général \| Classement général \| Classement général \| Classement général \| \| Coureur \| Coureur \| Pays \| Équipe \| Temps \| \| ------------------ \| ------------------ \| ------------------ \| ------------------------- \| ------------------ \| \| 1er \| Michael Valgren \| Danemark \| Astana \| 6 h 40 min 07 s \| \| 2e \| Roman Kreuziger \| Tchéquie \| Mitchelton-Scott \| + 0 s \| \| 3e \| Enrico Gasparotto \| Italie \| Bahrain-Merida \| + 2 s \| \| 4e \| Peter Sagan \| Slovaquie \| Bora-Hansgrohe \| + 19 s \| \| 5e \| Alejandro Valverde \| Espagne \| Movistar Team \| + 19 s \| \| 6e \| Tim Wellens \| Belgique \| Lotto-Soudal \| + 19 s \| \| 7e \| Julian Alaphilippe \| France \| Quick-Step Floors \| + 19 s \| \| 8e \| Jakob Fuglsang \| Danemark \| Astana \| + 23 s \| \| 9e \| Lawson Craddock \| États-Unis \| EF Education First-Drapac \| + 30 s \| \| 10e \| Jelle Vanendert \| Belgique \| Lotto-Soudal \| + 36 s \| \| 11e \| Daryl Impey \| Afrique du Sud \| Mitchelton-Scott \| + 53 s \| \| 12e \| Preben Van Hecke \| Belgique \| Sport Vlaanderen-Baloise \| + 53 s \| \| 13e \| Philippe Gilbert \| Belgique \| Quick-Step Floors \| + 53 s \| \| 14e \| Greg Van Avermaet \| Belgique \| BMC Racing Team \| + 53 s \| \| 15e \| Rudy Molard \| France \| Groupama-FDJ \| + 53 s \| |                    |                |                           |                 |
| |                    |                |                           |                 |
| Source : ProCyclingStats |                    |                |                           |                 |
| Classement général |                    |                |                           |                 |
| Coureur | Coureur            | Pays           | Équipe                    | Temps           |
| 1er | Michael Valgren    | Danemark       | Astana                    | 6 h 40 min 07 s |
| 2e | Roman Kreuziger    | Tchéquie       | Mitchelton-Scott          | + 0 s           |
| 3e | Enrico Gasparotto  | Italie         | Bahrain-Merida            | + 2 s           |
| 4e | Peter Sagan        | Slovaquie      | Bora-Hansgrohe            | + 19 s          |
| 5e | Alejandro Valverde | Espagne        | Movistar Team             | + 19 s          |
| 6e | Tim Wellens        | Belgique       | Lotto-Soudal              | + 19 s          |
| 7e | Julian Alaphilippe | France         | Quick-Step Floors         | + 19 s          |
| 8e | Jakob Fuglsang     | Danemark       | Astana                    | + 23 s          |
| 9e | Lawson Craddock    | États-Unis     | EF Education First-Drapac | + 30 s          |
| 10e | Jelle Vanendert    | Belgique       | Lotto-Soudal              | + 36 s          |
| 11e | Daryl Impey        | Afrique du Sud | Mitchelton-Scott          | + 53 s          |
| 12e | Preben Van Hecke   | Belgique       | Sport Vlaanderen-Baloise  | + 53 s          |
| 13e | Philippe Gilbert   | Belgique       | Quick-Step Floors         | + 53 s          |
| 14e | Greg Van Avermaet  | Belgique       | BMC Racing Team           | + 53 s          |
| 15e | Rudy Molard        | France         | Groupama-FDJ              | + 53 s          |

### Primes
Les vingt premiers coureurs classés reçoivent les primes suivantes, pour un total de 40 000 euros :
| Position | 1er      | 2e      | 3e      | 4e      | 5e      | 6e      | 7e      | 8e    | 9e    | 10e à 20e |
| Prix     | 16 000 € | 8 000 € | 4 000 € | 2 000 € | 1 600 € | 1 200 € | 1 100 € | 800 € | 400 € | 400 €     |

### Classements UCI
L'Amstel Gold Race distribue aux soixante premiers coureurs les points suivants pour le classement individuel de l'UCI World Tour (uniquement pour les coureurs membres d'équipes World Tour) et le Classement mondial UCI (pour tous les coureurs) :
| Position           | 1er | 2e  | 3e  | 4e  | 5e  | 6e  | 7e  | 8e  | 9e  | 10e | 11e | 12e | 13e | 14e | 15e | 16e à 20e | 21e à 30e | 31e à 50e | 51e à 55e | 56e à 60e |
| Classement général | 500 | 400 | 325 | 275 | 225 | 175 | 150 | 125 | 100 | 85  | 70  | 60  | 50  | 40  | 35  | 30        | 20        | 10        | 5         | 3         |

#### Classements UCI World Tour à l'issue de la course
| Rang | Coureur            | Équipe            | Points |
| ---- | ------------------ | ----------------- | ------ |
| 1er  | Peter Sagan        | Bora-Hansgrohe    | 1901   |
| 2e   | Alejandro Valverde | Movistar          | 1304   |
| 3e   | Niki Terpstra      | Quick-Step Floors | 1297   |
| 4e   | Michael Valgren    | Astana            | 1157   |
| 5e   | Greg Van Avermaet  | BMC Racing        | 993.57 |
| 6e   | Tiesj Benoot       | Lotto-Soudal      | 986    |
| 7e   | Jasper Stuyven     | Trek-Segafredo    | 935    |
| 8e   | Daryl Impey        | Mitchelton-Scott  | 931.57 |
| 9e   | Philippe Gilbert   | Quick-Step Floors | 905    |
| 10e  | Arnaud Démare      | Groupama-FDJ      | 827    |

| Rang | Équipe            | Points  |
| ---- | ----------------- | ------- |
| 1er  | Quick-Step Floors | 5626    |
| 2e   | Bora-Hansgrohe    | 3711    |
| 3e   | Mitchelton-Scott  | 3695.99 |
| 4e   | Movistar          | 3527    |
| 5e   | BMC Racing        | 3215.99 |
| 6e   | Bahrain-Merida    | 2884    |
| 7e   | Astana            | 2616    |
| 8e   | Sky               | 2432.01 |
| 9e   | Lotto-Soudal      | 2419    |
| 10e  | AG2R La Mondiale  | 2287    |